# Snow Patrol
Snow Patrol est un groupe de rock alternatif britannique, originaire d’Irlande du Nord et d’Écosse. Il est constitué de Gary Lightbody (chant et guitare, batterie), Johnny McDaid (basse,  guitare, claviers) et Nathan Connolly (guitare).
Après deux albums où le groupe reste dans l'anonymat le plus total, il perce avec Final Straw en 2003 qui se classe 3e du classement des ventes d'albums au Royaume-Uni. Les albums suivants du groupe, Eyes Open (2006, n°1 sur l'UK Albums Chart) et A Hundred Million Suns (2008, n°2 sur l'UK Albums Chart) concrétisent le succès du groupe dans le monde entier, faisant de Snow Patrol un des groupes majeurs de la scène rock britannique des années 2000. En 2011, le groupe sort Fallen Empires, son sixième album studio. Le groupe a vendu plus de 12 millions d'albums à travers le monde.

## Biographie

### Débuts (1994–2001)

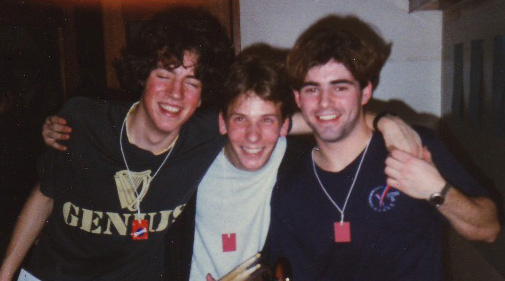
Gary Lightbody, Michael Morrison et Mark McClelland après leur premier concert, en décembre 1994.

À l'origine dénommé Shrug, le groupe est formé en 1994 par le guitariste et chanteur/compositeur Gary Lightbody, le bassiste Mark McClelland et le batteur Michael Morrison, tous trois Nord-Irlandais, alors qu'ils sont étudiants de première année à l'université de Dundee (Écosse). Ils auto-éditent en janvier 1995 leur premier EP, intitulé The Yogurt vs. Yogurt Debate. Du fait de considérations légales, le groupe doit changer de nom en 1996 car un groupe américain porte le même nom. Le groupe est donc rebaptisé Polarbear. Peu après, Morrison quitte le groupe pour retourner en Irlande du Nord. En juin 1997, le groupe sort un deuxième EP, Starfighter Pilot, les percussions étant assurées par Richard Colburn, le batteur du groupe Belle and Sebastian. Peu après, Jonny Quinn, lui aussi originaire d'Irlande du Nord, se joint au groupe en tant que batteur permanent.
Le groupe doit être rebaptisé à nouveau car un groupe américain, mené par Eric Avery, l'ancien bassiste de Jane's Addiction, porte déjà le nom de Polar Bear. C'est ainsi qu'ils adoptent le nom de Snow Patrol. Le groupe signe avec le label indépendant Jeepster Records, avec qui a déjà signé Belle and Sebastian. Le premier album du groupe, Songs for Polarbears, sort en août 1998. Il est remarqué par la critique mais n'a qu'un très faible succès commercial. En 1999, le groupe est proche de signer un fructueux contrat pour une publicité pour Philips mais le groupe Gomez est finalement choisi à sa place. En mars 2001, le groupe sort son deuxième album, When It’s All Over We Still Have to Clear Up, mais celui-ci connaît le même destin que le premier, de bonnes critiques mais de faibles ventes.
Après ces deux échecs commerciaux, Jeepster Records ne renouvelle pas son contrat avec le groupe. Les membres du groupe sont découragés mais leur manager de l'époque, Danny McIntosh, les pousse à persévérer et les emmène jouer des concerts avec son propre bus. Iain Archer, guitariste et compositeur, se joint au groupe entre 2001 et 2003 en tant que guitariste de scène et participe à la composition de nouvelles chansons. En 2001, Lightbody, Quinn et McClelland participent à la fondation du supergroupe écossais The Reindeer Section, constitué également, entre autres, de membres de Belle and Sebastian, Mogwai, The Vaselines, Idlewild, Arab Strap et Teenage Fanclub. Ce supergroupe enregistre et sort deux albums : Y'All Get Scared Now, Ya Hear! en octobre 2001 et Son of Evil Reindeer en août 2002.

### Final Straw(2002–2005)

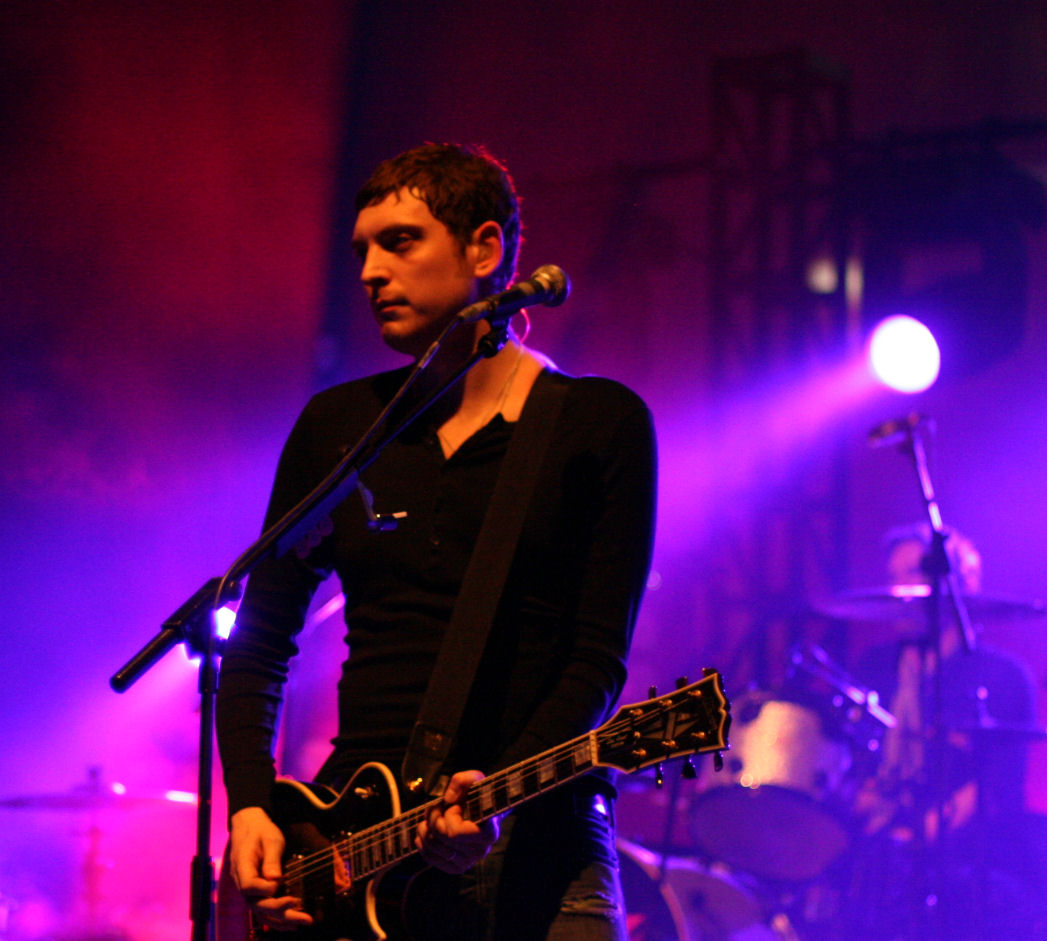
Le guitariste Nathan Connolly rejoint le groupe en 2002.

Le guitariste Nathan Connolly, rencontré par le biais d'un ami commun, se joint au groupe au printemps 2002. À cette période, le groupe désespère d'être signé par un label et envisage de produire un nouvel album par ses propres moyens. C'est alors qu'ils rencontrent Jim Chancellor, un dénicheur de talents de Fiction Records, une branche de Polydor Records, et que celui-ci les fait signer avec son label.
Pour l'enregistrement du troisième album du groupe, Chancellor les fait travailler avec le producteur Jacknife Lee, afin d'assurer la transition vers un son moins rock indépendant et plus pop-rock. Final Straw est enregistré au début de l'année 2003 et sort en édition limitée au mois d'août. Le single Spitting Games sort peu après mais n'obtient qu'un succès modeste. Néanmoins, en février 2004, le single Run atteint la 5e place des charts britanniques et propulse Final Straw vers le succès. L'album est réédité et se classe en 3e position du classement de ventes d'albums au Royaume-Uni. Trois autres singles, Chocolate, une réédition de Spitting Games et How To Be Dead, suivent Run, les deux premiers atteignant le top 30 des ventes de singles.
Final Straw atteint le marché américain, et devient disque d'or dans ce pays. Au Royaume-Uni, il est désormais cinq fois disque de platine (plus de 1 500 000 exemplaires vendus). Le groupe remporte en 2005 les Meteor Music Awards du meilleur groupe et du meilleur album irlandais et est nommé pour les Brit Awards du meilleur groupe et du meilleur album britannique.
Le 16 mars 2005, Gary Lightbody annonce sur le forum officiel du groupe le départ de Mark McClelland, à la demande de tous les autres membres du groupe, invoquant des tensions et des avis trop divergents. Cependant, McClelland affirme pour sa part qu'il n'a pas été crédité à sa juste valeur pour sa contribution à la composition des chansons de Final Straw. Le mois suivant, Paul Wilson, ancien bassiste du groupe Terra Diablo, prend sa place au sein du groupe. Par ailleurs, Tom Simpson, qui joue en tournée avec le groupe aux claviers depuis 1997, l'intègre en tant que membre officiel. McClelland rejoint quant à lui le groupe écossais Little Doses.
Tout en se consacrant à la tournée de promotion de son dernier album, le groupe assure les premières parties du groupe U2 lors de son Vertigo Tour en Europe en juin et juillet 2005. Le groupe participe aussi au Live8 à Londres. Les membres du groupe prennent ensuite une pause afin de se consacrer à l'écriture de leur quatrième album.

### Eyes Open(2006–2007)

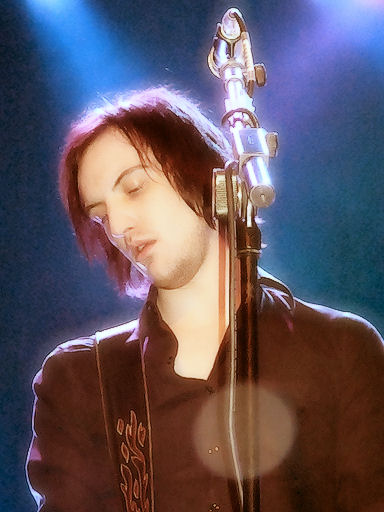
Le bassiste Paul Wilson remplace Mark McClelland en 2005.

Le groupe enregistre Eyes Open entre octobre et décembre 2005, avec à nouveau Jacknife Lee comme producteur. Il sort en mai 2006, précédé en avril par la sortie des singles You're All I Have en Europe et Hands Open aux États-Unis. Chasing Cars, troisième single de l'album, sort au mois de juin et atteint la 5e place du Billboard Hot 100 aux États-Unis, aidé en cela par sa présence dans le dernier épisode de la deuxième saison de la série télévisée Grey's Anatomy. You're All I Have et Chasing Cars intègrent tous deux le top 10 des ventes de singles au Royaume-Uni et l'album se classe à la 1re place des charts dans ce pays. Eyes Open est l'album le plus vendu en 2006 au Royaume-Uni, pays où il est sept fois disque de platine, soit plus de 2 100 000 albums vendus.
En 2006 et 2007, le groupe part en tournée à travers le monde pendant un an et demi. Cette tournée est émaillée par des problèmes de santé qui entraînent le report, et parfois l'annulation, de plusieurs concerts. C'est d'abord Gary Lightbody qui souffre d'une laryngite, ce qui force le groupe à reprogrammer sa tournée en Amérique du Nord. Paul Wilson se blesse ensuite à l'épaule, entraînant l'annulation de six concerts en Europe. Enfin, Jonny Quinn se casse le bras en faisant du snowboard et, pour ne pas annuler de nouveaux concerts, le groupe fait appel à Graham Hopkins pour le remplacer pendant tout le mois de février 2007.
En 2007, le groupe remporte une deuxième fois les Meteor Music Awards dans les catégories du meilleur groupe irlandais et du meilleur album irlandais. Il est nommé aux Brit Awards dans les catégories du meilleur groupe britannique, du meilleur album britannique et du meilleur single britannique (pour Chasing Cars). Chasing Cars est nommée aux Grammy Awards dans la catégorie de la meilleure chanson rock. La même année, le groupe participe à la bande originale du film Spider-Man 3 avec le titre Signal Fire et participe aussi au Live Earth sur la scène de Londres, pour la sauvegarde de la planète. En 2009, la PPL (Phonographic Performance Limited, équivalent de la SACEM) annonce que Chasing Cars a été la chanson la plus jouée publiquement au Royaume-Uni durant les années 2000.

### A Hundred Million Suns(2008–2009)

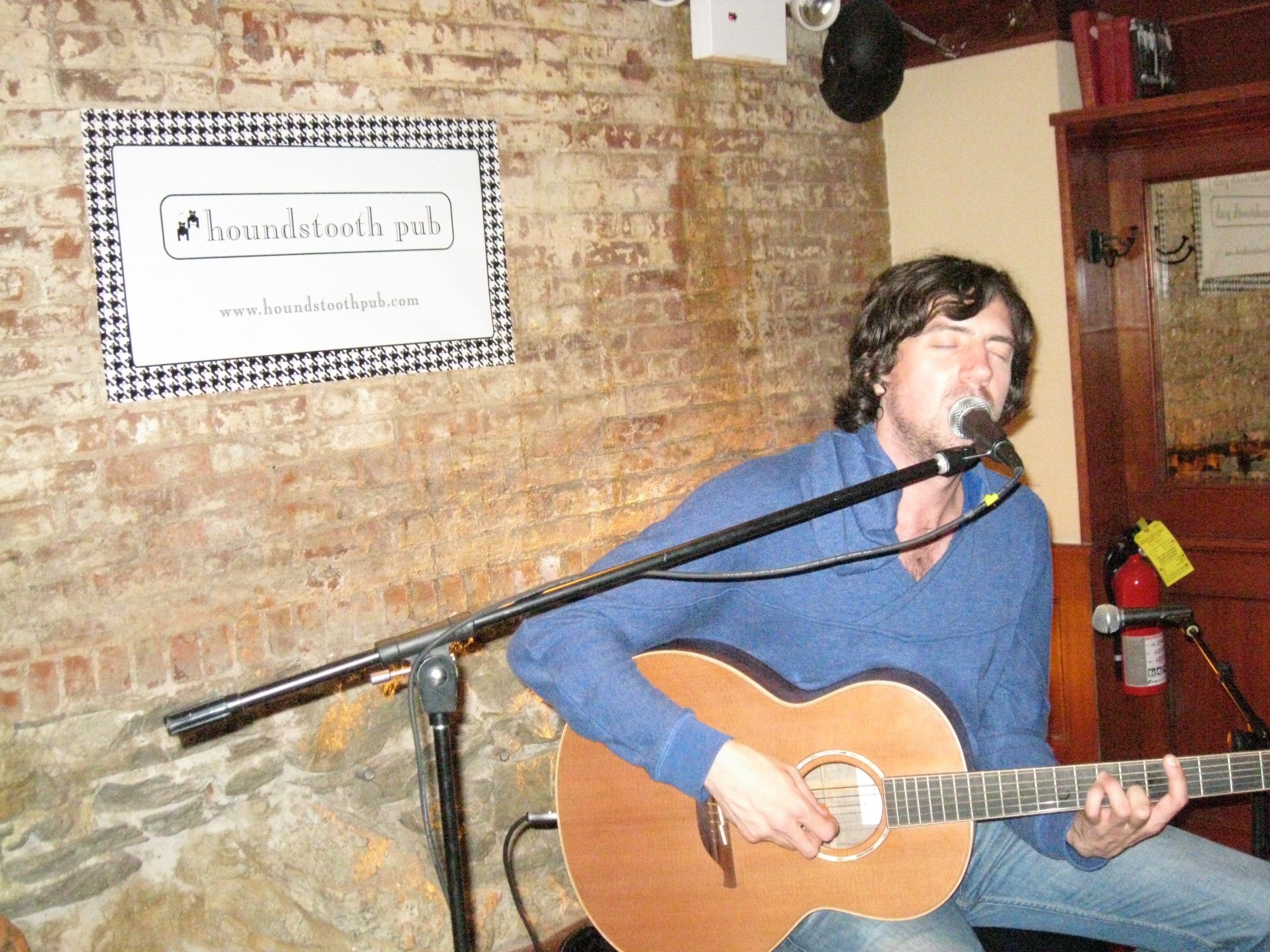
Le chanteur et guitariste Gary Lightbody en 2009.

À la fin de la tournée promotionnelle de l'album Eyes Open, le groupe prend du repos pendant presque un an avant de retourner en studio d'enregistrement. A Hundred Million Suns est enregistré durant l'été 2008 dans deux studios différents : à Grouse Lodge, dans le comté de Westmeath (Irlande), où a déjà été enregistré l'album précédent, et à Berlin. Le premier single de l'album, Take Back the City, sort le 10 octobre 2008 et l'album sort deux semaines plus tard. Take Back the City entre dans le top 10 des ventes de singles au Royaume-Uni et A Hundred Million Suns atteint la 2e place du classement des ventes d'album mais le succès de l'album est néanmoins inférieur à celui des deux précédents car il reste moins longtemps dans les sommets des classements.
Le groupe entame sa tournée promotionnelle, baptisée Taking Back the Cities Tour, juste après la sortie de l'album et joue plus de 150 concerts jusqu'en décembre 2009. En juin 2009, Snow Patrol joue en première partie de Coldplay pour la tournée nord-américaine de ce groupe. Pendant l'été 2009, le groupe assure la première partie du U2 360° Tour pour onze dates.
En novembre 2009, pour célébrer les quinze ans d'existence du groupe, celui-ci sort Up to Now, une compilation de trente chansons sélectionnées par les membres du groupe et comprenant des raretés ainsi que trois chansons inédites, dont le single Just Say Yes. Cette compilation atteint la 3e place du classement de ventes d'albums au Royaume-Uni. En 2010, le groupe remporte à nouveau le Meteor Music Award du meilleur groupe irlandais.

### Fallen Empires(2010–2014)
Pour son sixième album studio, le groupe annonce assez tôt son intention de prendre une direction musicale différente de ses précédents albums. Ce nouvel album est enregistré au printemps 2011 et son premier single, Called Out in the Dark, est diffusé pour la première fois le 21 juillet 2011 lors de l'émission de Zane Lowe sur BBC Radio 1. À cette occasion, Gary Lightbody annonce que l'album s’appellera Fallen Empires. Called Out in the Dark sort le 4 septembre sur un EP digital. Les 3 autres titres de cet EP sont Fallen Empires, My Brothers et I'm Ready. L'album est disponible depuis le 14 novembre 2011 et le groupe entame une tournée en janvier 2012. Fallen Empires reçoit des critiques plus mitigées que les précédents albums du groupe mais connaît comme ses prédécesseurs le succès commercial, se classant 3e du classement des ventes au Royaume-Uni et 5e aux États-Unis. Le groupe joue 118 concerts en 2012, la majeure partie en Europe et en Amérique du Nord.
Le 14 mai 2013, le groupe sort une compilation de 14 titres, Greatest Hits, dont une nouvelle version de la première partie de The Lightning Strike, What If This Storm Ends ?, qui sort en single. Tom Simpson quitte le groupe en août 2013 après un dernier concert à l'occasion du festival Tennent's Vital. En 2014, le groupe enregistre une nouvelle chanson, I Won't Let You Go, pour la bande originale du film Divergente.

### Wildness(depuis 2015)
Après une longue pause prise par le groupe, le septième album studio du groupe est initialement programmé pour 2015 avant d'être repoussé à 2016, son enregistrement ayant commencé en octobre 2015 à Los Angeles. Après de nouveaux retards, les sessions d'enregistrement reprennent en mars 2017 pour une publication de l'album espérée pour la fin de l'année. En janvier 2018, le groupe annonce que son nouvel album., intitulé Wildness, sortira le 25 mai. Johnny McDaid, musicien d'accompagnement sur l'album précédent, rejoint à l'occasion le groupe comme membre à part entière.

## Membres

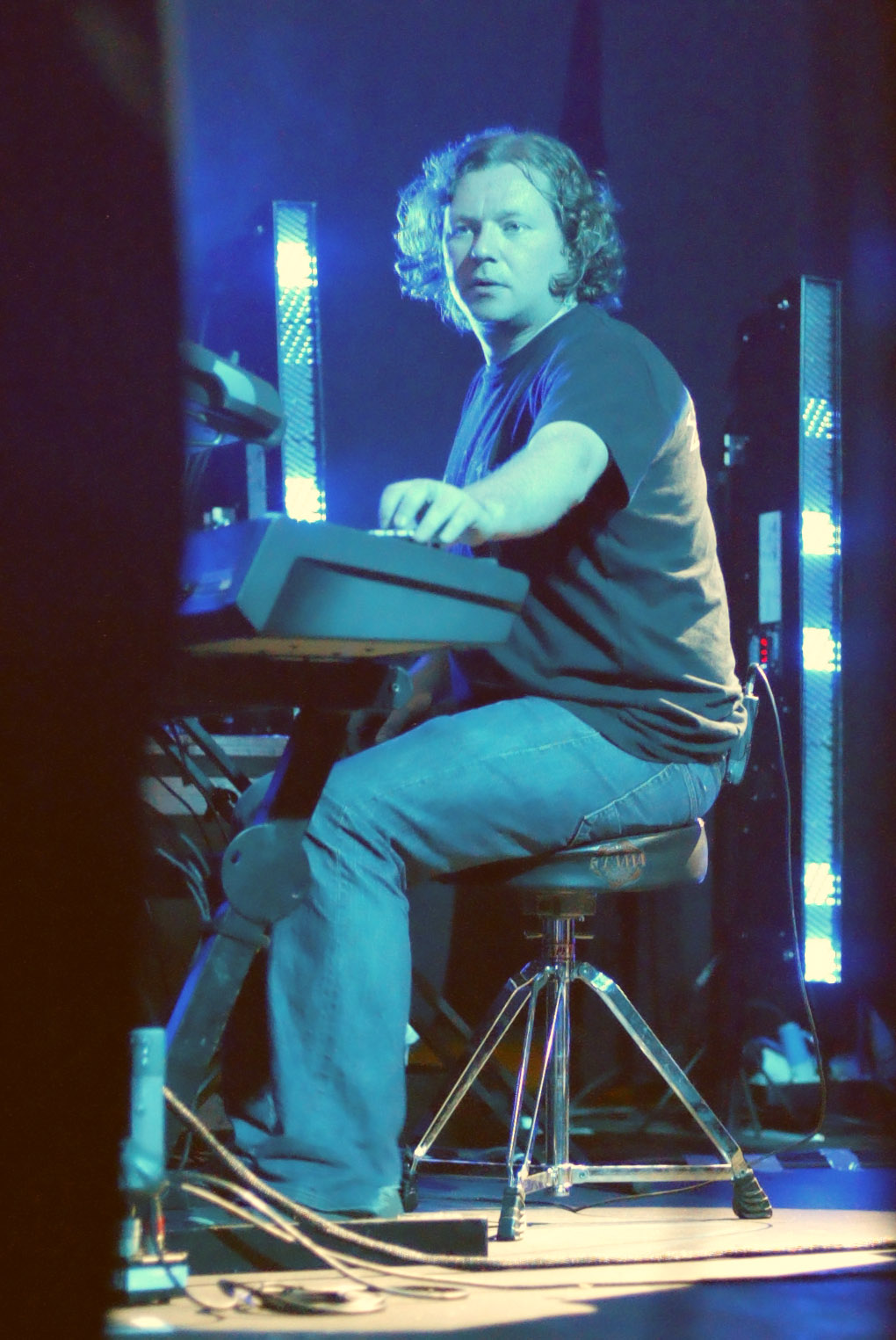
Tom Simpson, ici en 2006, quitte le groupe en 2013.

### Membres actuels
- Gary Lightbody - chant, guitare rythmique (depuis 1994),  batterie (1996–1997, depuis 2023)
- Johnny McDaid - claviers, guitare, chœurs (depuis 2011), basse (depuis 2023)
- Nathan Connolly - guitare solo, chœurs (depuis 2002)

### Anciens membres
- Paul Wilson - basse, chœurs (2005–2023)
- Jonny Quinn - batterie (1997–2023)
- Mark McClelland - basse (1994–2005)
- Michael Morrison - batterie (1994–1996)
- Tom Simpson - claviers (2005–2013)

## Discographie
- 1998 : Songs for Polarbears
- 2001 : When It's All Over We Still Have to Clear Up
- 2003 : Final Straw
- 2006 : Eyes Open
- 2008 : A Hundred Million Suns
- 2011 : Fallen Empires
- 2018 : Wildness
- 2024 : The Forest Is the Path